# Sven Meyer (Basketballspieler)
Sven Meyer (* 26. Juli 1963 in Hildesheim) ist ein ehemaliger deutscher Basketballspieler. Der 2,10 Meter große Innenspieler bestritt zwischen 1985 und 1991 80 A-Länderspiele für Deutschland.

## Laufbahn
Meyer betrieb neben dem Basketball auch Volleyball sowie Leichtathletik, ab 1980 stand bei dem Centerspieler der Basketball im Vordergrund, er spielte für den SV Hambühren und wechselte dann zu Bayer Leverkusen. 1982 wurde er mit Leverkusen deutscher A-Jugendmeister. Im Spieljahr 1983/84 verstärkte er den Bundesligisten MTV Gießen. 1984 ging er in die Vereinigten Staaten, studierte und spielte zunächst am North Idaho College, in der Saison 1986/87 dann an der University of Oregon. Zwischenzeitlich, nämlich im März 1986, spielte er kurzzeitig wieder in Gießen. Er kam an der University of Oregon in 30 Spielen zum Einsatz und erzielte im Durchschnitt 12,7 Punkte sowie 6,8 Rebounds je Begegnung. Beim NBA-Draft 1987 wurde Meyer in der dritten Runde an insgesamt 51. Stelle von den Sacramento Kings ausgewählt, spielte letztlich aber nie für den Klub.
In der Saison 1987/88 spielte er für den FC Bamberg in der Basketball-Bundesliga, zwischen 1988 und 1992 stand er bei Alba Berlin beziehungsweise den Vorgängervereinen DTV und BG Charlottenburg unter Vertrag. Von 1992 bis zur Vertragsauflösung (aus privaten Gründen) im November 1993 war Meyer wieder in Leverkusen aktiv und wurde mit den Rheinländern 1993 deutscher Meister. Er bestritt 50 Bundesliga-Einsätze für Leverkusen (5 Punkte/Spiel). Später lief Meyer noch für den TuS Bramsche, den TSV Quakenbrück sowie den SSV Einheit Weißenfels auf, mit dem er 1997 von der Regionalliga in die 2. Basketball-Bundesliga aufstieg und dort 1998 seine Karriere beendete.
Nach dem Ende seiner Spielerlaufbahn war Meyer als Inhaber eines Bekleidungsgeschäftes tätig, rief in Berlin die Breitensportveranstaltung „Schul-Cup“ ins Leben und arbeitete als Spielervermittler.

### Nationalmannschaft
Meyer gab im Mai 1985 seinen Einstand in der bundesdeutschen A-Nationalmannschaft. 1987 gehörte er zum deutschen Aufgebot für Europameisterschaft, kam im Turnierverlauf aber nicht zum Einsatz, im Sommer 1988 spielte er für die Nationalmannschaft bei der Olympia-Ausscheidungsrunde in den Niederlanden und verbuchte in zehn Spielen einen Punkteschnitt von 7,5. Bis 1991 bestritt er insgesamt 80 A-Länderspiele für Deutschland. 1989 errang er mit der bundesdeutschen Studentenauswahl Bronze bei der Universiade in Duisburg.